# Taloyoak
Taloyoak (ᑕᓗᕐᔪᐊᕐᒃ) ou Talurjuaq, anciennement connu sous le nom de Spence Bay jusqu'au 1er juillet 1992, est un hameau situé sur la péninsule Boothia dans la région de Kitikmeot dans le territoire du Nunavut au Canada. La population du hameau était de 934 habitants en 2021.
Le hameau est établi autour de la baie elle-même formant le fond d'une profonde échancrure de la péninsule Boothia. Son voisinage est fait de collines peu élevées, mais parfois abruptes. C'est à ces collines que le hameau doit son nom. L'origine du nom est incertaine, mais on s'entend généralement pour dire qu'il fait référence à une sorte de voile ou de paravent, du moins, d'un obstacle visuel qui permette aux chasseurs de n'être pas vus par les caribous.
Durant les années 1960, le hameau de Taloyoak n'existait pas à toutes fins pratiques. La population était plutôt de l'autre côté de la péninsule Boothia, autour de Thom Bay. Le Gouvernement du Canada d'alors a favorisé le déplacement de la population vers Taloyoak à la faveur d'un accès maritime plus aisé et plus long. En effet, les glaces s'attardent davantage du côté Est de Boothia que du côté Ouest. Le gibier, tant maritime que terrestre, était plus abondant à Thom Bay qu'il ne l'est ou l'était autour de Taloyoak. Aux Inuits de Thom Bay se sont joints aussi les habitants du Nord de Boothia, à peu près à la même époque. Depuis ce temps, Taloyoak est l'établissement humain le plus nordique de la péninsule.
Encore aujourd'hui se pratiquent la pêche et la chasse, mais ce ne sont plus les activités principales de subsistance. Le caribou migre au nord du hameau au cours du mois de juin ou juillet. C'est donc une période pendant laquelle ce gibier est facilement accessible aux environs. Les hardes redescendront vers le Sud au cours de septembre ou octobre, passant de nouveau près de Taloyoak. Leur passage est plutôt étroit, car la péninsule est criblée de lacs, c'est pourquoi il est plutôt aisé de les trouver en bonne période. Les lacs avoisinants sont poissonneux : omble arctique, poisson blanc. On y pratique la pêche aussi bien en été qu'en hiver. Les baleines - différentes espèces dont le béluga - peuvent à l'occasion remonter la baie jusqu'au village. On raconte qu'en 2005 il y avait une dizaine de celles-ci en pleine ville, près du magasin qui succède au poste de la compagnie de la Baie d'Hudson, mais cela reste plutôt exceptionnel. Pour chasser la baleine ou le phoque, il faut plutôt prendre la mer vers l'Ouest et avoir l'œil sur les îles ou les côtes rocheuses de la baie.

## Démographie
| 1981 | 1986 | 1991 | 2001 | 2006 | 2011 | 2016  |
| ---- | ---- | ---- | ---- | ---- | ---- | ----- |
| 431  | 540  | 580  | 720  | 809  | 899  | 1 029 |